# 칸넬로니
칸넬로니(이탈리아어: cannelloni, 단수: cannellone 칸넬로네[*])는 이탈리아의 파스타이다. 사각형의 반죽(도우)한 파스타를 만들고 난 후 원통의 형태로 말아서 그 속을 채워 먹는 파스타의 종류이다. 파스타를 끓인 후에 그 속을 리코타 치즈, 시금치, 고기 다진 양념 등을 버무린 것으로 채운다. 속을 채운 후에는 토마토 소스나 베차멜(베샤멜) 소스를 곁들여 내놓는다.

## 종류
미국에서 칸넬로니는 마니코티로 잘못 불리기도 하는데 이탈리아에서 "마니코티"는 정찬에서 저녁 식사 때 먹는 크레페의 일종으로 동그랗게 말린 파스타면과는 다르다. 마니코니와 칸넬로니가 전통 요리가 아닐 경우에 혼용되어 쓰이기는 하지만 전통 이탈리아 요리에서 칸넬로니는 크레페 전용 팬에서 조리하여 마니코니와 파스타와 함께 조리하여 먹는다. 이탈리아어로는 칸넬로니 자체가 복수형이지만 영어에서는 단수로 취급하며 요리일 경우에는 그렇게 하는 경우도 더욱 빈번하다.

## 같이 보기
- 소를 넣은 음식 목록